# Викинг метъл
Викинг метълът е жанр в метъл музиката.
Разпространен е най-често в Скандинавия и е определян като по-тежък вариант на Фолк метъла с мотиви на ръмжене при някои групи. Текстовете разказват героични подвизи на викингите, техните походи за завладяване на изтока и запада, типично битови случки като празник в селището и други.
За създатели на този стил се определят Амон Амарт, последвани от Енсиферум като тези две банди популяризират Викинг метъла.
Известни групи от Викинг метъла;
- Amon Amarth
- Ásmegin
- Bathory (някои албуми)
- Borknagar
- Doomsword (по Дуум метъл)
- Einherjer
- Ensiferum
- Enslaved (Блек метъл)
- Equilibrium
- Falkenbach
- Finntroll
- Folkearth
- Frostmoon
- Glittertind
- Graveland (късни албуми)
- Helheim
- In Battle
- Kampfar
- Mael Mórdha
- Månegarm
- Mithotyn
- Moonsorrow
- Nachtfalke
- Otyg
- Slechtvalk
- Sólstafir
- Stormwarrior
- Suidakra
- Thrudvangar
- Thyrfing
- Trelldom
- Trollfest
- Turisas

- Windir